# ذا فارم 51
ذا فارم 51 هي شركة تطوير ألعاب فيديو بولندية تأسست في عام 2005.